# Гуляева, Елена Викторовна
Еле́на Ви́кторовна Гуляева (до замужества — Родина) (род. 14 августа 1967 года, Москва, СССР) — российская легкоатлетка, выступавшая в прыжках в высоту. Серебряный призёр чемпионат Европы 1994 года в Хельсинки, участница Олимпиады 1996 года в Атланте, чемпионка России в помещении 1994 года .

## Биография и карьера
Дебютировала на международных соревнованиях в 1991 году на чемпионате мира в помещении в Севилье, где заняла шестое место. Затем в этом же году на кубке Европы по лёгкой атлетике была уличена в применении допинга и дисквалифицирована на 2 года. Отбыв срок дисквалификации, в 1993 году продолжила выступления, заняв 4 место на чемпионате мира в Штутгарте. В 1994 году добилась наивысшего результата в своей карьере, став серебряным призёром чемпионат Европы в Хельсинки. В составе сборной России выступала на Олимпийских играх 1996 года в Атланте, где заняла 4 место.
Закончила соревноваться в 2002 году. После окончания спортивной карьеры возглавила спортивную школу олимпийского резерва № 24 в Москве.

## Основные результаты

### Международные
| Год  | Соревнование                 | Место проведения     | Место | Результат |
| ---- | ---------------------------- | -------------------- | ----- | --------- |
| 1991 | Чемпионат мира в помещении   | Севилья, Испания     | 6     | 1,88 м    |
| 1993 | Чемпионат мира               | Штутгарт, Германия   | 4     | 1,94 м    |
| 1994 | Чемпионат Европы             | Хельсинки, Финляндия | 2     | 1,96 м    |
| 1995 | Чемпионат мира в помещении   | Барселона, Испания   | 5     | 1,96 м    |
| 1995 | Финал Гран-при IAAF          | Монте-Карло, Монако  | 3     | 1,96 м    |
| 1996 | Летние Олимпийские игры      | Атланта, США         | 4     | 1,99 м    |
| 1998 | Чемпионат Европы в помещении | Валенсия, Испания    | 4     | 1,92 м    |
| 1998 | Чемпионат Европы             | Будапешт, Венгрия    | 6     | 1,92 м    |
| 1999 | Чемпионат мира               | Севилья, Испания     | 12    | 1,93 м    |
| 1999 | Финал Гран-при IAAF          | Мюнхен, Германия     | 5     | 1,93 м    |
| 2001 | Чемпионат мира в помещении   | Лиссабон, Португалия | 11    | 1,90 м    |
| 2001 | Чемпионат мира               | Эдмонтон, Канада     | 10    | 1,90 м    |

### Национальные
| Год  | Соревнование                                         | Место проведения | Место | Результат |
| ---- | ---------------------------------------------------- | ---------------- | ----- | --------- |
| 1994 | Чемпионат России по лёгкой атлетике в помещении 1994 | Липецк           | 1     | 1,92 м    |
| 1994 | Чемпионат России по лёгкой атлетике 1994             | Санкт-Петербург  | 2     | 1,95 м    |
| 1996 | Чемпионат России по лёгкой атлетике в помещении 1996 | Москва           | 3     | 1,92 м    |
| 1996 | Чемпионат России по лёгкой атлетике 1996             | Санкт-Петербург  | 2     | 1,96 м    |
| 1998 | Чемпионат России по лёгкой атлетике в помещении 1998 | Москва           | 2     | 1,98 м    |
| 1998 | Чемпионат России по лёгкой атлетике 1998             | Москва           | 2     | 1,92 м    |
| 2000 | Чемпионат России по лёгкой атлетике в помещении 2000 | Волгоград        | 3     | 1,92 м    |
| 2001 | Чемпионат России по лёгкой атлетике в помещении 2001 | Москва           | 2     | 1,94 м    |
| 2001 | Чемпионат России по лёгкой атлетике 2001             | Тула             | 3     | 1,95 м    |